# 1. Fußball- und Sportverein Mainz 05 II 2016-2017
Questa voce raccoglie le informazioni riguardanti il 1. Fußball- und Sportverein Mainz 05 II nelle competizioni ufficiali della stagione 2016-2017.

## Stagione
Nella stagione 2016-2017 il Magonza II, allenato da Sandro Schwarz, concluse il campionato di 3. Liga al 19º posto e fu retrocesso in Regionalliga.

## Rosa
| N. |                     | Ruolo | Calciatore          |
| -- | ------------------- | ----- | ------------------- |
| 1  | Germania (bandiera) | P     | Jannik Huth         |
| 2  | Germania (bandiera) | D     | Maximilian Rossmann |
| 4  | Germania (bandiera) | D     | Tevin Ihrig         |
| 5  | Germania (bandiera) | D     | Noah Korczowski     |
| 6  | Germania (bandiera) | C     | Matti Steinmann     |
| 7  | Germania (bandiera) | C     | Patrick Pflücke     |
| 8  | Germania (bandiera) | C     | Daniel Bohl         |
| 9  | Francia (bandiera)  | A     | Mounir Bouziane     |
| 10 | Germania (bandiera) | C     | Philipp Klement     |
| 11 | Croazia (bandiera)  | A     | Petar Slišković     |
| 12 | Germania (bandiera) | P     | Florian Müller      |
| 13 | Germania (bandiera) | C     | Devante Parker      |
| 14 | Germania (bandiera) | C     | Mike Andreas        |
| 15 | Austria (bandiera)  | C     | Tim Müller          |
| 16 | Germania (bandiera) | C     | Suat Serdar         |
| 17 | Germania (bandiera) | C     | Benjamin Trümner    |
| 18 | Germania (bandiera) | A     | Felix Lohkemper     |
| 19 | Germania (bandiera) | A     | Aaron Seydel        |
| 20 | Germania (bandiera) | D     | Charmaine Häusl     |

| N. |                            | Ruolo | Calciatore       |
| -- | -------------------------- | ----- | ---------------- |
| 21 | Germania (bandiera)        | D     | Marcel Costly    |
| 22 | Germania (bandiera)        | C     | Bilal Kamarieh   |
| 23 | Germania (bandiera)        | D     | Malte Moos       |
| 24 | Germania (bandiera)        | C     | Patrick Huth     |
| 25 | Germania (bandiera)        | P     | Lukas Watkowiak  |
| 26 | Germania (bandiera)        | A     | Leon Kern        |
| 27 | Germania (bandiera)        | D     | Patrick Schorr   |
| 28 | Germania (bandiera)        | P     | Patrick Manthe   |
| 30 | Rep. Dominicana (bandiera) | C     | Heinz Mörschel   |
| 31 | Germania (bandiera)        | P     | Marco Aulbach    |
| 32 | Croazia (bandiera)         | D     | Marin Šverko     |
| 33 | Germania (bandiera)        | D     | Maurice Neubauer |
| 34 | Danimarca (bandiera)       | C     | Niki Zimling     |
| 35 | Nigeria (bandiera)         | D     | Leon Balogun     |
| 42 | Germania (bandiera)        | D     | Alexander Hack   |
| 47 | Kosovo (bandiera)          | C     | Besar Halimi     |
| 48 | Filippine (bandiera)       | C     | Gerrit Holtmann  |
| 53 | Austria (bandiera)         | A     | Karim Onisiwo    |

## Organigramma societario
Area tecnica
- Allenatore: Sandro Schwarz
- Allenatore in seconda: Michael Falkenmayer
- Preparatore dei portieri: Sven Hoffmeister
- Preparatori atletici: Johannes Engert, Johannes Engert

## Calciomercato

### Sessione estiva
| Acquisti | Acquisti            | Acquisti             | Acquisti |
| R.       | Nome                | da                   | Modalità |
| -------- | ------------------- | -------------------- | -------- |
| C        | Mike Andreas        | Magonza U19          |          |
| P        | Marco Aulbach       | Preußen Münster      |          |
| C        | Maximilian Beister  | Monaco 1860          |          |
| A        | Mounir Bouziane     | Energie Cottbus      |          |
| C        | Besar Halimi        | FSV Francoforte      |          |
| C        | Patrick Huth        | Schott Magonza       |          |
| A        | Leon Kern           | Magonza U19          |          |
| D        | Noah Korczowski     | Wolfsburg II         |          |
| A        | Felix Lohkemper     | Hoffenheim II        |          |
| P        | Patrick Manthe      | Schott Magonza       |          |
| C        | Heinz Mörschel      | Magonza U19          |          |
| D        | Maurice Neubauer    | Schalke 04 II        |          |
| D        | Maximilian Rossmann | Alemannia Aquisgrana |          |
| C        | Matti Steinmann     | Chemnitz             |          |
| C        | Benjamin Trümner    | Hoffenheim II        |          |
| C        | Niki Zimling        | FSV Francoforte      |          |

| Cessioni | Cessioni           | Cessioni          | Cessioni |
| R.       | Nome               | a                 | Modalità |
| -------- | ------------------ | ----------------- | -------- |
| C        | Maximilian Beister | Melbourne Victory |          |
| A        | Julian Derstroff   | Sandhausen        |          |
| A        | Lucas Höler        | Sandhausen        |          |
| D        | Fabian Kalig       | Erzgebirge Aue    |          |
| P        | Florian Müller     | Magonza           |          |
| D        | Benedikt Saller    | Jahn Ratisbona    |          |
| D        | Tobias Schilk      | Hallescher        |          |
| A        | Tom Schmitt        | Homburg           |          |
| D        | Marc Wachs         | Dinamo Dresda     |          |
| C        | Maximilian Wagener | Bayer Leverkusen  |          |
| P        | Denis Wieszolek    | Astoria Walldorf  |          |
| P        | Daniel Zeaiter     | Duisburg          |          |

### Sessione invernale
| Acquisti | Acquisti        | Acquisti   | Acquisti |
| R.       | Nome            | da         | Modalità |
| -------- | --------------- | ---------- | -------- |
| A        | Petar Slišković | Hallescher |          |

| Cessioni | Cessioni | Cessioni | Cessioni |
| R.       | Nome     | a        | Modalità |
| -------- | -------- | -------- | -------- |

## Risultati

### 3. Liga

#### Girone di andata
| Arbitro: | Heft |

|                                 |           |                     |
| Seydel 78’ (rig.) Steinmann 80’ | Marcatori | 28’ Frick 61’ König |

| Arbitro: | Badstübner |

|                                           |           |               |
| van der Biezen 6’ Schonlau 41’ Bickel 57’ | Marcatori | 15’ Lohkemper |

| Arbitro: | Sather |

|                               |           |                        |
| Klement 12’ (rig.) Seydel 66’ | Marcatori | 51’ Schulz 76’ Sangaré |

| Arbitro: | Günsch |

|                                            |           |  |
| Janjić 13’ Onuegbu 57’, 70’ Il'jučenko 71’ | Marcatori |  |

| Arbitro: | Zorn |

|                |           |  |
| Weißenfels 65’ | Marcatori |  |

| Arbitro: | Waschitzki-Günther |

|            |           |  |
| Seydel 44’ | Marcatori |  |

| Arbitro: | Lossius |

|                         |           |                   |
| Kazior 25’ Lorenzen 84’ | Marcatori | 38’ (rig.) Halimi |

| Arbitro: | Fritsch |

|            |           |                |
| Seydel 33’ | Marcatori | 6’, 27’ Müller |

| Arbitro: | Hussein |

|                                    |           |  |
| Czichos 47’ Fetsch 49’ Drexler 56’ | Marcatori |  |

| Arbitro: | Jöllenbeck |

|           |           |              |
| Häusl 20’ | Marcatori | 13’ Nikolaou |

| Arbitro: | Müller |

|                                                      |           |              |
| Mast 17’ Fink 36’ (rig.) Danneberg 37’ Reinhardt 85’ | Marcatori | 71’ Bouziane |

| Arbitro: | Schwermer |

|                               |           |  |
| Trümner 33’ Parker 53’ (rig.) | Marcatori |  |

| Arbitro: | Bacher |

|             |           |               |
| Andrist 16’ | Marcatori | 41’ Steinmann |

| Arbitro: | Müller |

|  |           |                           |
|  | Marcatori | 22’ Röser 72’ Osei-Kwadwo |

| Arbitro: | Skorczyk |

|                         |           |  |
| Pintol 48’ Brügmann 90’ | Marcatori |  |

| Arbitro: | Heft |

|              |           |  |
| Rossmann 16’ | Marcatori |  |

| Aalen 3 dicembre 2016, ore 14:00 CET 17ª giornata | Aalen | 0 – 0 referto | Magonza II | Scholz-Arena (3 057 spett.)\| Arbitro: \| Dietz \| |
| Arbitro:                                          | Dietz |               |            |                                                    |

| Arbitro: | Osmanagic |

|  |           |                        |
|  | Marcatori | 56’ Dej 88’ Freiberger |

| Arbitro: | Hussein |

|            |           |  |
| Alibaz 35’ | Marcatori |  |

#### Girone di ritorno
| Arbitro: | Müller |

|           |           |  |
| Göbel 24’ | Marcatori |  |

| Arbitro: | Bacher |

|  |           |            |
|  | Marcatori | 83’ Kruska |

| Arbitro: | Schult |

|            |           |                  |
| Arslan 25’ | Marcatori | 62’, 68’ Klement |

| Arbitro: | Brütting |

|  |           |                          |
|  | Marcatori | 30’ Bomheuer 33’ Onuegbu |

| Arbitro: | Mix |

|                                      |           |                 |
| Mörschel 33’ Klement 61’ Trümner 71’ | Marcatori | 74’ Al-Hazaimeh |

| Arbitro: | Waschitzki-Günther |

|             |           |                       |
| Schwede 35’ | Marcatori | 8’ Seydel 53’ Zimling |

| Arbitro: | Lossius |

|  |           |            |
|  | Marcatori | 43’ Kazior |

| Arbitro: | Dankert |

|  |           |                           |
|  | Marcatori | 6’ Slišković 28’ Bouziane |

| Arbitro: | Bacher |

|  |           |                                             |
|  | Marcatori | 32’ (aut.) Slišković 71’ Lenz 82’ Schindler |

| Erfurt 25 marzo 2017, ore 14:00 CET 29ª giornata | Rot-Weiß Erfurt | 0 – 0 referto | Magonza II | Steigerwaldstadion (4 399 spett.)\| Arbitro: \| Zorn \| |
| Arbitro:                                         | Zorn            |               |            |                                                         |

| Arbitro: | Alt |

|  |           |                 |
|  | Marcatori | 12’ (rig.) Fink |

| Arbitro: | Pfeifer |

|                       |           |            |
| Odabas 23’ Thommy 35’ | Marcatori | 20’ Seydel |

| Arbitro: | Müller |

|                       |           |                                   |
| Halimi 49’ Costly 90’ | Marcatori | 36’, 74’, 86’ Quiring 77’ Andrist |

| Arbitro: | Kornblum |

|                       |           |          |
| Gehring 10’ Lorch 15’ | Marcatori | 67’ Bohl |

| Arbitro: | Waschitzki-Günther |

|                            |           |                      |
| Slišković 6’, 72’ Bohl 20’ | Marcatori | 21’ Diring 65’ Ajani |

| Arbitro: | Bacher |

|              |           |                            |
| Graudenz 51’ | Marcatori | 43’ Slišković 69’ Rossmann |

| Arbitro: | Kempter |

|                            |           |  |
| Lohkemper 2’ Slišković 33’ | Marcatori |  |

| Arbitro: | Bläser |

|                                 |           |                                        |
| Lindner 21’, 35’ Schikowski 89’ | Marcatori | 14’ Slišković 53’ Halimi 58’ Lohkemper |

| Arbitro: | Heft |

|                                               |           |  |
| Klement 10’ Bohl 28’ Halimi 54’ Lohkemper 72’ | Marcatori |  |

## Statistiche

### Statistiche di squadra
| Competizione | Punti | In casa | In casa | In casa | In casa | In casa | In casa | In trasferta | In trasferta | In trasferta | In trasferta | In trasferta | In trasferta | Totale | Totale | Totale | Totale | Totale | Totale | DR  |
| Competizione | Punti | G       | V       | N       | P       | Gf      | Gs      | G            | V            | N            | P            | Gf           | Gs           | G      | V      | N      | P      | Gf     | Gs     | DR  |
| ------------ | ----- | ------- | ------- | ------- | ------- | ------- | ------- | ------------ | ------------ | ------------ | ------------ | ------------ | ------------ | ------ | ------ | ------ | ------ | ------ | ------ | --- |
| 3. Liga      | 40    | 19      | 7       | 3       | 9       | 24      | 26      | 19           | 4            | 4            | 11           | 17           | 32           | 38     | 11     | 7      | 20     | 41     | 58     | -17 |
| Totale       | 40    | 19      | 7       | 3       | 9       | 24      | 26      | 19           | 4            | 4            | 11           | 17           | 32           | 38     | 11     | 7      | 20     | 41     | 58     | -17 |

### Andamento in campionato
| Giornata  | 1 | 2  | 3  | 4  | 5  | 6  | 7  | 8  | 9  | 10 | 11 | 12 | 13 | 14 | 15 | 16 | 17 | 18 | 19 | 20 | 21 | 22 | 23 | 24 | 25 | 26 | 27 | 28 | 29 | 30 | 31 | 32 | 33 | 34 | 35 | 36 | 37 | 38 |
| --------- | - | -- | -- | -- | -- | -- | -- | -- | -- | -- | -- | -- | -- | -- | -- | -- | -- | -- | -- | -- | -- | -- | -- | -- | -- | -- | -- | -- | -- | -- | -- | -- | -- | -- | -- | -- | -- | -- |
| Luogo     | C | T  | C  | T  | T  | C  | T  | C  | T  | C  | T  | C  | T  | C  | T  | C  | T  | C  | T  | T  | C  | T  | C  | C  | T  | C  | T  | C  | T  | C  | T  | C  | T  | C  | T  | C  | T  | C  |
| Risultato | N | P  | N  | P  | P  | V  | P  | P  | P  | N  | P  | V  | N  | P  | P  | V  | N  | P  | P  | P  | P  | V  | P  | V  | V  | P  | V  | P  | N  | P  | P  | P  | P  | V  | V  | V  | N  | V  |
| Posizione | 7 | 15 | 16 | 17 | 19 | 16 | 17 | 18 | 19 | 19 | 20 | 18 | 19 | 20 | 20 | 20 | 19 | 20 | 20 | 20 | 20 | 20 | 20 | 19 | 19 | 19 | 19 | 19 | 19 | 19 | 19 | 19 | 19 | 19 | 19 | 19 | 19 | 19 |

Legenda:

Luogo: C = Casa; T = Trasferta. Risultato: V = Vittoria; N = Pareggio; P = Sconfitta.

### Statistiche dei giocatori
| M. Andreas    | 0  | 0 | 0 | 0 |
| M. Aulbach    | 1  | 0 | 0 | 0 |
| L. Balogun    | 1  | 0 | 0 | 1 |
| M. Beister    | 1  | 0 | 0 | 0 |
| D. Bohl       | 24 | 3 | 6 | 0 |
| M. Bouziane   | 32 | 2 | 2 | 0 |
| M. Costly     | 30 | 1 | 4 | 0 |
| A. Hack       | 6  | 0 | 0 | 1 |
| B. Halimi     | 24 | 4 | 3 | 1 |
| G. Holtmann   | 6  | 0 | 2 | 0 |
| J. Huth       | 2  | 0 | 0 | 0 |
| P. Huth       | 2  | 0 | 0 | 0 |
| C. Häusl      | 26 | 1 | 5 | 1 |
| T. Ihrig      | 24 | 0 | 2 | 0 |
| B. Kamarieh   | 0  | 0 | 0 | 0 |
| L. Kern       | 4  | 0 | 0 | 0 |
| P. Klement    | 24 | 5 | 2 | 0 |
| N. Korczowski | 11 | 0 | 2 | 0 |
| F. Lohkemper  | 18 | 4 | 2 | 0 |
| P. Manthe     | 0  | 0 | 0 | 0 |
| M. Moos       | 12 | 0 | 2 | 0 |
| H. Mörschel   | 19 | 1 | 0 | 0 |
| F. Müller     | 18 | 0 | 0 | 0 |
| T. Müller     | 12 | 0 | 2 | 0 |
| M. Neubauer   | 11 | 0 | 1 | 0 |
| K. Onisiwo    | 1  | 0 | 0 | 0 |
| D. Parker     | 20 | 1 | 1 | 0 |
| P. Pflücke    | 14 | 0 | 0 | 0 |
| M. Rossmann   | 29 | 2 | 7 | 2 |
| P. Schorr     | 23 | 0 | 1 | 0 |
| S. Serdar     | 6  | 0 | 3 | 0 |
| A. Seydel     | 29 | 6 | 1 | 0 |
| P. Slišković  | 15 | 6 | 5 | 0 |
| M. Steinmann  | 25 | 2 | 8 | 1 |
| B. Trümner    | 17 | 2 | 1 | 1 |
| L. Watkowiak  | 17 | 0 | 0 | 0 |
| N. Zimling    | 21 | 1 | 4 | 0 |
| M. Šverko     | 5  | 0 | 2 | 0 |